# Dęby (województwo mazowieckie)
Dęby (kurp. Dę̈by)– wieś sołecka w Polsce położona w województwie mazowieckim, w powiecie ostrołęckim, w gminie Łyse.
| SIMC    | Nazwa        | Rodzaj    |
| ------- | ------------ | --------- |
| 0513484 | Dęby Łyse    | część wsi |
| 0513490 | Lipniki      | część wsi |
| 1065852 | Parówki      | część wsi |
| 1057048 | Podtyczek    | część wsi |
| 1057143 | Tyczek-Worek | część wsi |

Wierni Kościoła rzymskokatolickiego należą do parafii Chrystusa Króla Wszechświata w Łysych.

## Historia
W latach 1921–1939 wieś leżała w województwie białostockim, w powiecie kolneńskim (od 1932 w powiecie ostrołęckim), w gminie Łyse.
Według Powszechnego Spisu Ludności z 1921 roku zamieszkiwało tu 338 osób w 56 budynkach mieszkalnych. Miejscowość należała do parafii rzymskokatolickiej w m. Łyse. Podlegała pod Sąd Grodzki w Kolnie i Okręgowy w Łomży; właściwy urząd pocztowy mieścił się w m. Łyse.
W wyniku agresji Niemiec we wrześniu 1939, miejscowość została przyłączona do III Rzeszy i znalazła się w strukturach Landkreis Scharfenwiese (ostrołęcki) w rejencji ciechanowskiej (Regierungsbezirk Zichenau) Prus Wschodnich.
W latach 1975–1998 miejscowość administracyjnie należała do województwa ostrołęckiego. Obecnie Dęby leżą w rejonie Kurpi Zielonych.

## Urodzeni w miejscowości Dęby
- Zofia Warych
- Stanisław Ceberek
- Władysław Karaszewski[12]
- Zofia Samul
- Zofia Drężek